# Акты Московского государства 1542 года
Правление: 1533—1584 — Иван IV Васильевич Грозный  (опекунский совет)

## Акты Московского государства 1542 года
- 7 января — грамота ростовского архиепископа Досифея, о сборе в Кирилловом монастыре за венчание браков сельскими священно-служителями знаменных денег и о платеже их архиепископу знаменщику.

- 16 и 20 февраля — две грамоты великого князя Ивана Васильевича:

1.   Керетским и Ковдинским данщикам и слободчику, о судных сроках двинян и каргопольцев с керетчанами и ковдянами.
2.   Керетчанам и ковдянам о бытии земским целовальникам на суде и у разбойных дел при тамошних данщиках и слободчик.
- 17 мая — Уставная грамота митрополита Макария о пошлинах с сельских церквей Николаевского Песошного монастыря.